# Diego Armando González
Diego Armando González Vega (Quillota, Chile; 8 de mayo de 1986) es un futbolista chileno. Juega de delantero y actualmente está sin club.

## Clubes
| Club                    | País      | Año       | Part. | Goles |
| ----------------------- | --------- | --------- | ----- | ----- |
| Unión La Calera         | Chile     | 2004-2007 | ?     | ?     |
| Lota Schwager           | Chile     | 2007      | ?     | ?     |
| Unión La Calera         | Chile     | 2008      | ?     | ?     |
| Cruz Azul Hidalgo       | México    | 2009      | 19    | 2     |
| Unión La Calera         | Chile     | 2010      | 31    | 5     |
| Everton                 | Chile     | 2011      | 36    | 3     |
| Deportes Temuco         | Chile     | 2012      | 6     | 1     |
| Deportivo Guaymallén    | Argentina | 2012      | 9     | 4     |
| Independiente Rivadavia | Argentina | 2013-2015 | 15    | 4     |
| Atlético Tucumán        | Argentina | 2015      | 0     | 0     |

## Palmarés

### Torneos nacionales
| Título          | Club    | País  | Año  |
| --------------- | ------- | ----- | ---- |
| Primera B (Cl.) | Everton | Chile | 2011 |